# Финляндская партия активного сопротивления
Финля́ндская па́ртия акти́вного сопротивле́ния (Па́ртия акти́вного сопротивле́ния, ПАС), партия активистов — нелегальная революционная партия Финляндии в 1904—1906 годах.
Создана в 1904 году радикальными представителями финских политических кругов, недовольными русификаторской политикой российского самодержавия. Создателями партии были выходцы из более умеренных партий младофиннов и шведоманов, образовавших так называемый «конституционалистский блок». В отличие от конституционалистов, исповедовавших тактику пассивного сопротивления, «активисты» были настроены на более решительные методы борьбы, откуда и происходит их название.

## Основание партии

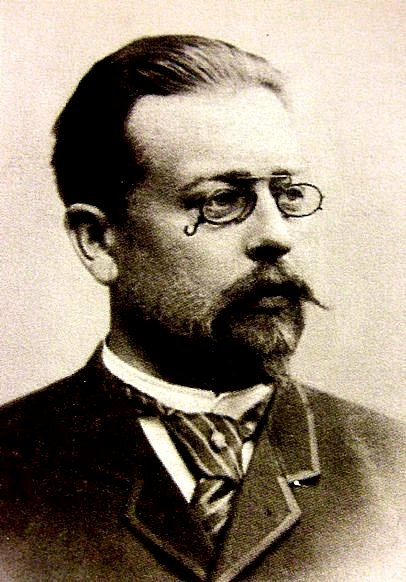
Конни Циллиакус

К. Циллиакус дал новой партии название Финляндская партия активного сопротивления. Учредительное собрание состоялось 17 ноября 1904 года, на нём был избран председатель Ю. Гуммерус. У партии уже была своя боевая организация, в задачу которой входило планирование и осуществление терактов. Её руководителем стал весной 1904 журналист Мартти Туркиа. Вскоре многочисленные рабочие группы образовались по всей Финляндии. Наиболее активная деятельность наблюдалась в Выборге и Кюменлааксо. На проходившей в январе 1905 года партийной конференции была принята программа партии. Главной целью партии провозглашалось отделение Финляндии от России.
Активисты помогали русским революционерам скрываться от преследований полиции в последующие за всеобщей забастовкой годы. Им предоставляли жильё и паспорта, организовывали побег за границу. В Тампере состоялся съезд российской социал-демократической партии в ноябре 1906 и съезд партии социалистов-революционеров в феврале 1907.
У активистов была своя газета Frihet (фин. Vapaus) — «Свобода», которая нелегально распространялась в Финляндии. Партия издавала также еженедельные газеты Framtid и Vastaisuus («Сопротивление»). Активисты доставляли в страну литературу, оружие и взрывчатку. Самый известный случай контрабанды оружия для финских и русских революционеров в сентябре 1905 — рейс парохода «Джон Графтон».

## Состав
Наиболее активными и известными деятелями партии были: Конни Циллиакус, поэт Арвид Мёрнэ, адвокаты И. Гуммерус и О. Окессон, член Выборгского гофгерихта (суда) В. Фурухельм, доцент Г. Кастрен, архитектор Франкенгейзер (Carl Frankenhauser), магистры Герман Гуммерус, Герман Стенберг (Herman Stenberg), Гуго Стенберг (Hugo Stenberg), преподаватель фехтования при университете М. Мексмонтан (Mauritz Mexmontan, во время первой мировой войны арестован за шпионаж в пользу Германии), доцент медицины В. О. Сивен (Valter Sivén), студенты Леннарт Хохенталь (убийца прокурора Ионсона), Ханкок, Вальтер Стенбек, братья Ф. и А. Клингстедт и их мать майорша О. Клингстедт, редактор Ф. Тидерман, литератор и моряк Джон Нюландер, его брат ж. д. служащий Б. Нюландер, заведующий типографией А. В. Нюландер, писательница Айно Мальмберг (Aino Malmberg), братья Нюман, конторщицы Эбба Прокопе и Э. Нюландер, магистр Э. И. Парманен (Eino I. Parmanen) и др. Партия состояла почти исключительно из финских шведов.

## Террор

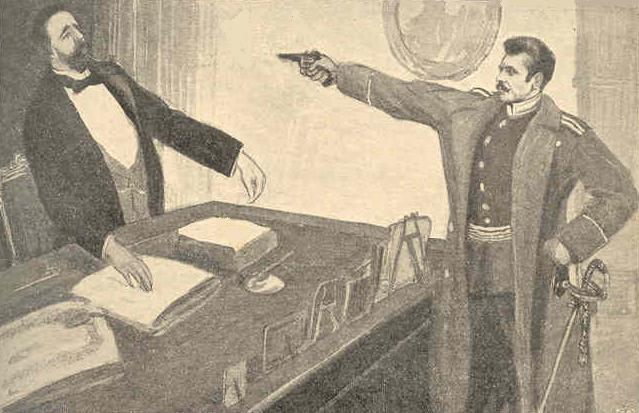
Убийство прокурора Сойсалон-Сойнинена (Ионсона). Террорист Леннарт Хохенталь переоделся в русскую форму.

В тактическом отношении партия придерживалась крайних методов борьбы, заимствованных у российской Партии социалистов-революционеров. В арсенал допустимых средств борьбы с самодержавием включались как методы индивидуального террора, так и подготовка вооружённого восстания. Был произведён также ряд покушений на полицейских и жандармов.
Активный террор начался в 1905 году с ряда покушений (в большинстве неудачных) на русских чиновников. 11 января 1905 года в Гельсингфорсе студентом Леннартом Хохенталем был убит прокурор финского Сената Сойсалон-Сойнинен (Ионсон). В марте 1905 Матти Рейника пытался застрелить в Выборге губернатора Н. А. Мясоедова, но ему удалось лишь ранить его. 19 июня 1905 на сенатской площади Хельсинки студент Артури Саловаара бросил бомбу в помощника генерал-губернатора Финляндии В. Ф. Дейтриха, но тот спасся, отскочив в последний момент в сторону. В начале осени были запланированы покушения на губернатора в Хяме Папкова и выборгского губернатора Мясоедова. Маляр Асариас Хьорт бросил бомбу в Папкова, но изготовленная из пороха фейерверков бомба оказалась слабой. Осенью 1905 взорвалась бомба в полицейском управлении на Эрикинкату в Хельсинки и в Вааса перед домом губернатора.
Студенты хельсинкского лицея создали группу Кровавые собаки (фин. Verikoirat), которая совершила несколько покушений за 1905 год. В августе участники группы стреляли в финского полицейского в парке и в Кайвопуйсто в сентябре ранили двух русских жандармов. После этого террористы стреляли в двух русских полицейских, из которых один умер от ран, и взорвали бомбу напротив полицейского управления. Ими также был застрелен один рабочий-информатор. Группой руководил студент и фармацевт К. Г. К. Нюман. На Карельском перешейке группа из четырёх студентов-активистов запланировала убийство царя Николая II, когда он будет на охоте в Койвисто. Когда группа прибыла в Койвисто, царь уже успел отправиться назад в Петербург. План был изменён, и в Выборге рабочий Кале Прокопе убил подполковника жандармерии Крамаренко.
К террористической деятельности партии не относится самый известный теракт 4 июня 1904 года, когда Е. Шауман выстрелом из пистолета убил русского генерал-губернатора Н. И. Бобрикова. Но этот поступок безусловно повлиял на настроения и события.

## Сотрудничество с русскими революционерами
Другим направлением деятельности партии было всестороннее сотрудничество с революционными партиями России. Придя к выводу, что маленькая Финляндия не в состоянии в одиночку бороться с огромной Россией, руководители партии предприняли ряд мер для сближения с российским революционным подпольем. С этой целью лидер партии К. Циллиакус провёл ряд встреч с видными деятелями российской оппозиции, предлагая объединить усилия для совместной борьбы. Во время вспыхнувшей русско-японской войны 1904 года журналист и писатель К. Циллиакус связался с военным представителем Японии в Стокгольме полковником М. Акаси. Циллиакус предложил сотрудничество между Японией и революционными партиями России. Он объездил Европу и познакомился с мнениями различных революционных групп. Совместно с польскими революционерами он пытался организовать массовую сдачу польских солдат, служивших в русской армии на фронте в Маньчжурии, японцам в сражении на реке Ялу (1904). Отчасти благодаря японским деньгам в октябре 1904 года различные революционные группы организовали Парижскую конференцию оппозиционных и революционных партий России, а в апреле 1905 года — Женевскую конференцию революционных партий. Результатом совместных усилий стало решение о начале летом-осенью 1905 года вооружённого восстания в России. Лидер конституционалистов в Финляндии Лео Мехелин не одобрил применения насилия. Организатор пассивного сопротивления Кагаали также отказался ратифицировать решение Парижской конференции. Активистами была закуплена большая партия оружия. Восстание не состоялось, так как перевозивший оружие пароход «Джон Графтон» в сентябре 1905 сел на риф и его вынуждены были взорвать в Ботническом заливе, лишь небольшая часть оружия попала по назначению.
Партия занималась также пересылкой нелегальной литературы в Россию и скрывала на территории Финляндии русских революционеров. В 1905 году с помощью активистов на территории Финляндии скрывались такие деятели русской революции, как В. И. Ленин, Б. В. Савинков, Г. А. Гапон и многие другие. На финской территории проводились съезды и конференции революционных организаций России, в частности, конференция партии большевиков в Таммерфорсе, съезд Партии социалистов-революционеров на Иматре и учредительный съезд созданного Гапоном «Российского рабочего союза» в Гельсингфорсе. Русские революционеры характеризовали финских активистов как превосходных конспираторов.
По своей идеологии Партия активного сопротивления была чисто националистической. Её главной целью было завоевание независимости Финляндии. С социалистическими идеями партия не имела ничего общего, но считала необходимым сотрудничать с русскими социалистами ради победы над общим врагом — самодержавием. Сами лидеры партии были выходцами из обеспеченных классов финского общества. По воспоминаниям русского журналиста В. А. Поссе, это были европейски образованные люди, «не имеющие ничего общего ни по облику, ни по языку, ни по всему своему быту с финнами, составляющими огромное большинство населения Финляндии… За немногими исключениями всё это были господа, — правда, хорошие господа, но всё же господа с привычками просвещённых крепостников».

## Отказ от террора
Правительству графа С. Ю. Витте пришлось принимать экстренные меры для умиротворения восставшей провинции. В начале 1906 года усилиями Витте Финляндия получила новый сеймовый устав.
Активная деятельность стала затихать. Социал-демократическая партия Финляндии на съезде в Оулу в декабре 1906 отказалась от подпольной деятельности и запретила членам партии участвовать в террористических актах. Это ослабило совместную работу с Партией активного сопротивления. В итоге и активисты решили отказаться от насилия. К концу 1908 года деятельность Партии активного сопротивления практически закончилась. Реформа парламента открыла новые, легальные возможности борьбы.
Наиболее непримиримые деятели партии продолжили борьбу в рядах полувоенизированной организации «Союз силы» (фин. Voima-liitto), которая в свою очередь была предшественником более поздней организации — охранных отрядов (щюцкора).